# Cantó de Schaffhausen
El cantó de Schaffhausen (Schaffhuse o Schaffhuus en alemany suís) és el cantó més septentrional de Suïssa. La seva capital és la ciutat de Schaffhausen.

## Personatges il·lustres
- Alfred Baeschlin, arquitecte.